# جوناثان آدامز (منافس ألعاب قوى)
جوناثان آدامز (بالإنجليزية: Jonathan Adams)‏ هو منافس ألعاب قوى بريطاني، ولد في 11 سبتمبر 1992 في بوري سانت ادموندز في المملكة المتحدة.